# Yves Segers (dirigent)
Yves Segers (Temse, 1978) is een Belgisch fluitist en dirigent. Commandant kapelmeester Segers is sinds 2008 dirigent van het Groot Harmonieorkest van de Belgische Gidsen.

## Levensloop
Segers studeerde tien jaar aan het Koninklijk Muziek-Conservatorium te Brussel. Hij behaalde masterdiploma's voor dwarsfluit, Hafabra-directie en symfonische orkestdirectie bij respectievelijk Carlos Bruneel, Norbert Nozy en Silveer Van den Broeck. Hij volgde aanvullend ook een opleiding bij onder meer Patrick Gallois. 
In 2001 deed hij auditie fluit bij de Koninklijke Muziekkapel van de Gidsen waar hij tot het orkest werd toegelaten. Segers speelde ook in het Prometheus-ensemble, het Symfonieorkest van de Munt, het Walter Boeykens-ensemble en Il Novecento, onder meer met dirigenten als Antonio Pappano of Kazushi Ono, Lucas Vis, Robert Groslot, Michel Tilkin, Walter Boeykens en Etienne Siebens.
Kapelmeester Yves Segers werkte als dirigent van de Gidsen al met solisten, zoals de pianisten Liebrecht Vanbeckevoort, Jan Michiels, Daniel Blumenthal en Eliane Rodrigues, klarinettist Walter Boeykens of de violisten Andrej Baranov en Lorenzo Gatto. Hij werd ook gevraagd als dirigent voor producties van het Brussels Philharmonic, het Nationaal Orkest van België, de Choral Arts Society van Washington en het Symfonisch Orkest van het Centraal militair orkest van het Ministerie van Defensie van Rusland. Het Groot Harmonieorkest van de Belgische Gidsen bracht onder zijn artistieke leiding nieuw werk van componisten als Jacqueline Fontyn, Jan Van Landeghem, Frederik Devreese, Robert Groslot, Wouter Lenaerts, François Glorieux, Dirk Brossé en Óscar Navarro González. Segers schreef zelf ook composities, arrangementen en transcripties. Segers is meermaals gevraagd als jurylid tijdens internationale wedstrijden.
Sinds 2013 is Segers ook een docent aan het Koninklijk Conservatorium van Brussel.
- MusicBrainz: ac53c281-9eff-4916-8804-652069331150
- Virtual International Authority File: 1983153411782141700000